# Rhyacophila laufferi
Rhyacophila laufferi là một loài Trichoptera trong họ Rhyacophilidae. Chúng phân bố ở miền Cổ bắc.